# Carlo Bellisomi
Carlo Antonio Giuseppe Bellisomi (Pavia, 30 luglio 1736 – Cesena, 9 agosto 1808) è stato un cardinale e arcivescovo cattolico italiano.

## Biografia
Nacque a Pavia il 30 luglio 1736 dal marchese Gaetano Annibale Bellisomi e da Anna Maria della Corcelle de Percii. 
Papa Pio VI lo elevò al rango di cardinale nel concistoro del 21 febbraio 1794.
Il 26 maggio 1805 partecipò all'incoronazione di Napoleone Re d'Italia, dove portò, come simbolo degli onori di Carlo Magno, la corona ferrea durante la cerimonia.
Da Napoleone ebbe il titolo di Barone del Regno.
Arma: Spaccato semi partito in capo: al primo, d'argento con un ferro di cavallo di nero: al secondo, franco dei baroni tratti dalla Casa Reale d'Italia, che è di rosso con un atrio aperto a due colonne terminato da un tim pano tutto d'argento, sopra l'azzurro, con una fascia d'oro.
Morì il 9 agosto 1808 all'età di 72 anni.

## Genealogia episcopale e successione apostolica
La genealogia episcopale è:
- Cardinale Scipione Rebiba
- Cardinale Giulio Antonio Santori
- Cardinale Girolamo Bernerio, O.P.
- Arcivescovo Galeazzo Sanvitale
- Cardinale Ludovico Ludovisi
- Cardinale Luigi Caetani
- Cardinale Ulderico Carpegna
- Cardinale Paluzzo Paluzzi Altieri degli Albertoni
- Papa Benedetto XIII
- Papa Benedetto XIV
- Papa Clemente XIII
- Cardinale Giovanni Francesco Albani
- Papa Pio VI
- Cardinale Carlo Bellisomi

La successione apostolica è:
- Vescovo Marcelino José Da Silva (1790)
- Arcivescovo Manuel Joaquim Da Silva (1793)
- Vescovo Pietro Luigi Rusconi (1801)